# Белінда Снелл
Белінда Снелл (англ. Belinda Snell, 10 січня 1981) — австралійська баскетболістка, олімпійська медалістка.

## Виступи на Олімпіадах
| Олімпіада   | Дисципліна | Місце |
| ----------- | ---------- | ----- |
| Афіни 2004  | баскетбол  | 2     |
| Пекін 2008  | баскетбол  | 2     |
| Лондон 2012 | баскетбол  | 3     |